# 1336 Zeelandia
1336 Zeelandia је астероид главног астероидног појаса са пречником од приближно 20,99 .
Афел астероида је на удаљености од 3,022 астрономских јединица (АЈ) од Сунца, а перихел на 2,678 АЈ.
Ексцентрицитет орбите износи 0,060, инклинација (нагиб) орбите у односу на раван еклиптике 3,193 степени, а орбитални период износи 1757,997 дана (4,813 године).
Апсолутна магнитуда астероида је 10,66 а геометријски албедо 0,218.
Астероид је откривен 9. септембра 1934. године.